# Citació bibliogràfica
La citació bibliogràfica és la forma de referenciar una font consultada sobre un tema, amb les dades necessàries per a poder identificar-la inequívocament, ja sigui un llibre, publicació periòdica o altra mena de documentació, i que es representa formatada com a referència bibliogràfica d'acord amb unes convencions o criteris. El conjunt de referències bibliogràfiques utilitzades, és a dir, esmentades des de les citacions bibliogràfiques se situen al final del document, simplificant molt les citacions i alleugerint la lectura del text. El conjunt de cites bibliogràfiques contituex una bibliografia, la relació sistemàtica, ordenada i sovint crítica o raonada, d'obres relatives a una o a diverses matèries o a un període determinat.
Les citacions poden representar-se de diverses maneres:
- La citació dins de text (conegut com a sistema autor-data, americà o de Harvard) és molt utilitzada per als documents de l'àmbit de les ciències socials i, en general, de les disciplines en què es fa ús, sobretot, de la bibliografia secundària (referències al treball analític d'altres autors).[a].
- La citació en nota és habitual en les ciències humanes per la seva flexibilitat (de vegades s'han de citar obres molt antigues, anònimes, etc.) i per la possibilitat de fer-ho discursivament, afegint-hi comentaris. Aquest format també es fa servir quan, més que citar una font, el que es vol és fer un comentari o ampliació complementària sense que en formi part del text principal.[b]
- La citació numèrica, (normes de Vancouver i semblants), és un sistema generalitzat a l'àmbit de les ciències biomèdiques, que consisteix a situar dins el text un número entre parèntesis que remet a un llistat de referències bibliogràfiques al final del document.

Existeixen diverses directrius i guies de citació bibliogràfica, l'’estil de citació es farà tenint en compte la disciplina científica objecte d'investigació, les prescripcions establertes per la institució on s'estudia o treballa, i/o per la revista o entitat editora que publicarà l'obra.
La citació bibliogràfica de les fonts consultades és una manera de reconèixer del treball dels altres i de delimitar responsabilitats o autories. El fet d'ometre aquest reconeixement es considera una apropiació i rep el nom de plagi.